# Erbil (stad)
Erbil (Koerdisch: ھەولێر, Hewlêr in de oudheid onder meer in het Aramees: ܐܪܒܝܠ, Arbela, Arabisch: أربيل) is de hoofdstad van de federale staat Iraaks-Koerdistan. Het is op Bagdad en Basra na de grootste stad van Irak. De stad telt meer dan een miljoen inwoners en is na de invasie van Irak in 2003 opgebloeid tot de meest welvarende stad van Irak.

## Geschiedenis
De eerste historische vermelding dateert uit de 22e eeuw v.Chr. toen de Guti-koning Erridu-Pizir Urbillum tot het mikpunt van zijn veldtocht maakte. Onder de neo-Sumerische heerschappij van Ur III die volgde op het verdrijven van de Guti, is het mogelijk dat de stad aanvankelijk binnen de staat Lullubum viel. Zowel Shulgi van Ur (in zijn 45e jaar) en Amar-Sin (in zijn tweede) veroverden de stad en legden een jaarlijkse schatting op.
Na de val van Ur in 2004 v.Chr. is het minder duidelijk wat er met de stad gebeurd is. Urbel, zoals de stad in die tijd genoemd werd, kan mogelijk enige tijd zijn onafhankelijkheid gehandhaafd hebben. Onder het rijk van Šamši-Adad viel het mogelijk eerst onder Qabra. Deze stad is wellicht met Tell Baqrta gelijk te stellen, zo'n 28 km zuidzuidwestelijk. Šamši-Adad veroverde Urbel maar de streek was het toneel van een Turukku-opstand onder hem en zijn zoon. Na die tijd moet het onder Assyrisch bewind gekomen zijn.  De huidige stad is gebouwd op een tell met bovenop een oud Chaldeeuws fort, de citadel van Erbil. Gedurende de tijd van de Assyriërs stond de stad bekend als Arba-ilu en was het een belangrijk religieus centrum voor de verering van de godin Ishtar, aan wie een tempel gewijd was.
In de daaropvolgende eeuwen bleef Erbil een deel van het Perzische Rijk. Hoewel vaak wordt gezegd dat Alexander de Grote in 331 v.Chr. hier Darius III versloeg, vond die slag eigenlijk plaats bij Gaugamela. Sinds de Macedonische overheersing is de naam Arbela ook gangbaar. Met de Iraanse herleving onder de Parthen en later de Sassaniden bleef Erbil voor nog een paar eeuwen een deel van Perzië.
Erbil was een vroeg centrum van het christendom. Rond het jaar 100 had de stad een bisschop. De meeste vroege bisschoppen hadden joodse namen, wat er mogelijk op duidt dat ze bekeerde joden waren. In de stad woonden verschillende kerkvaders en christelijke auteurs, zoals Abraham van Arbela.
In 1261 werd de stad bij de komst van de Koerden uit de bergen van het noorden het toevluchtsoord voor de christelijke bevolking van de streek (zie: Nestorianisme). In 1310 namen Arabieren en Mongolen de stad in en richtten een slachting onder de christenen aan.
In de tijd van de Ottomanen functioneerde Erbil als een belangrijke handelsweg tussen Bagdad en Mosoel, een rol die de stad vandaag de dag nog steeds speelt.

## Tegenwoordig
Sinds de val van Saddam Hoessein in 2003 had de stad tot 2014 maar een paar zeldzame aanslagen meegemaakt, dit in tegenstelling tot de rest van Irak. In Erbil zijn het parlement van Koerdistan en de Koerdische regering gehuisvest. Erbil is de hoofdstad van Iraaks-Koerdistan.
De citadel van Erbil werd tijdens de 38e sessie van de Commissie voor het Werelderfgoed in juni 2014 erkend als werelderfgoed.
Ook in 2014 werd de stad bedreigd en belegerd door troepen van ISIS. Militaire vliegtuigen van de Verenigde Staten bombardeerden in augustus 2014 de stellingen en artillerie van deze troepen.
Op 7 maart 2021 bracht de paus een bezoek aan de stad.

## Economie
Sinds de komst van de Koerdische regering in 2005 is Erbil een nieuwe weg ingeslagen. De stad wordt door velen gezien als de toegang tot een economisch Irak en een voorbeeld voor de rest van het land. De plaatselijke regering heeft miljarden dollars gestoken in projecten om investeerders en beleggers aan te trekken. Een voorbeeld hiervan is het "Dream City" winkelcentrum dat 160 miljoen euro zal gaan kosten.

## Verkeer en vervoer
Erbil heeft een internationale luchthaven, Erbil International Airport, die vluchten vanuit Europa en het Midden-Oosten afhandelt.

## Afbeeldingen

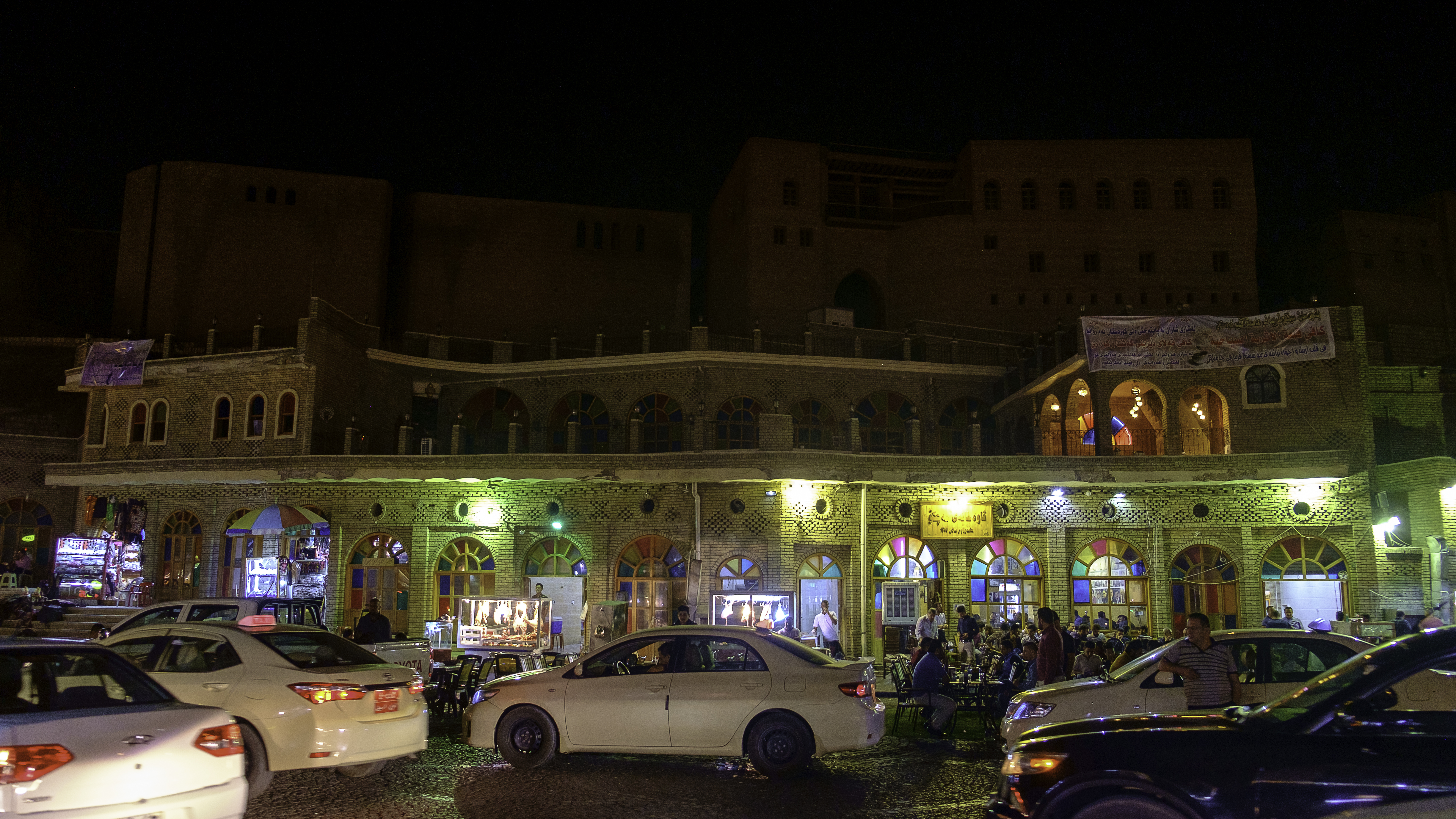
Winkels onder de citadel
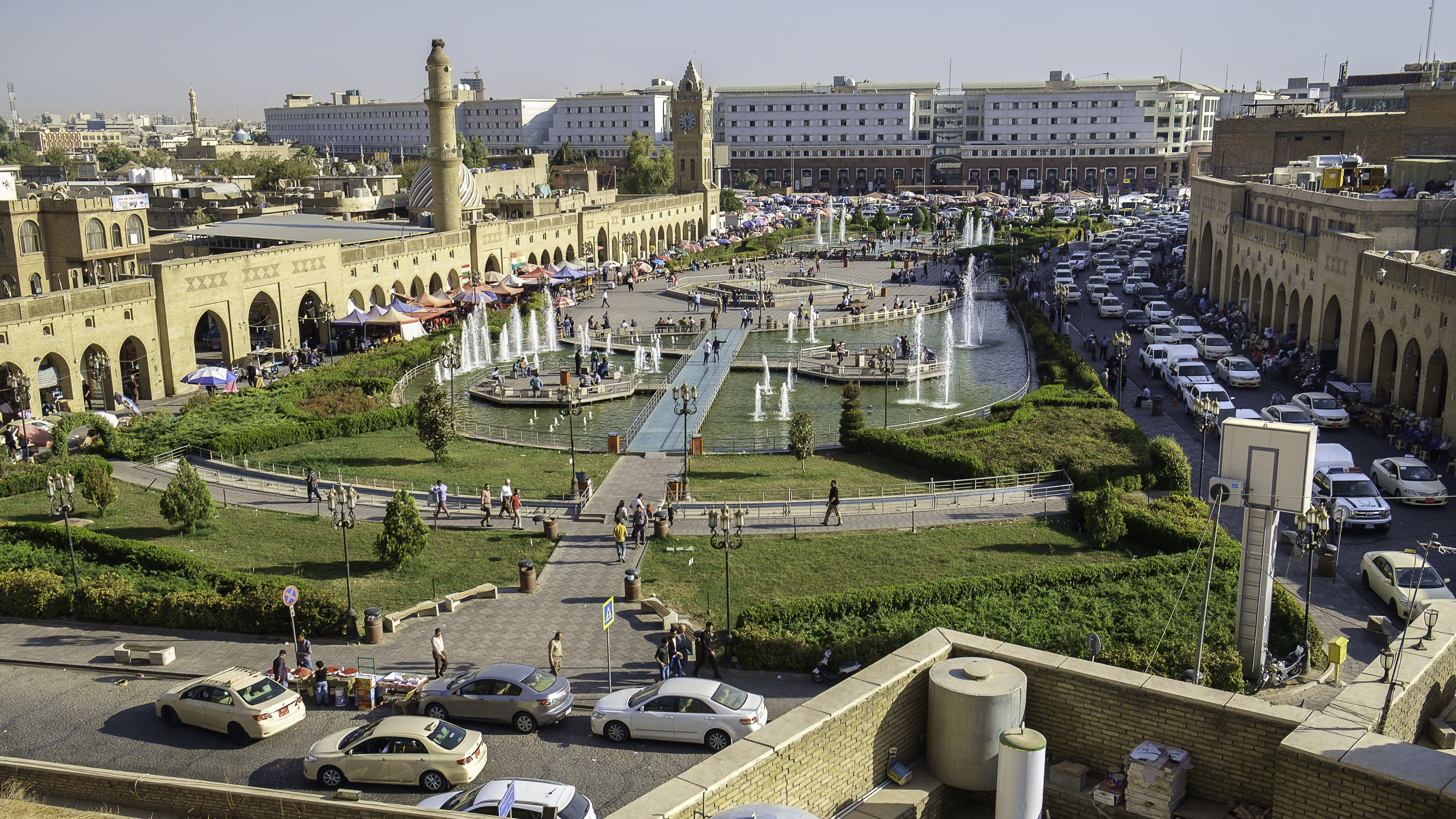
Sharpark
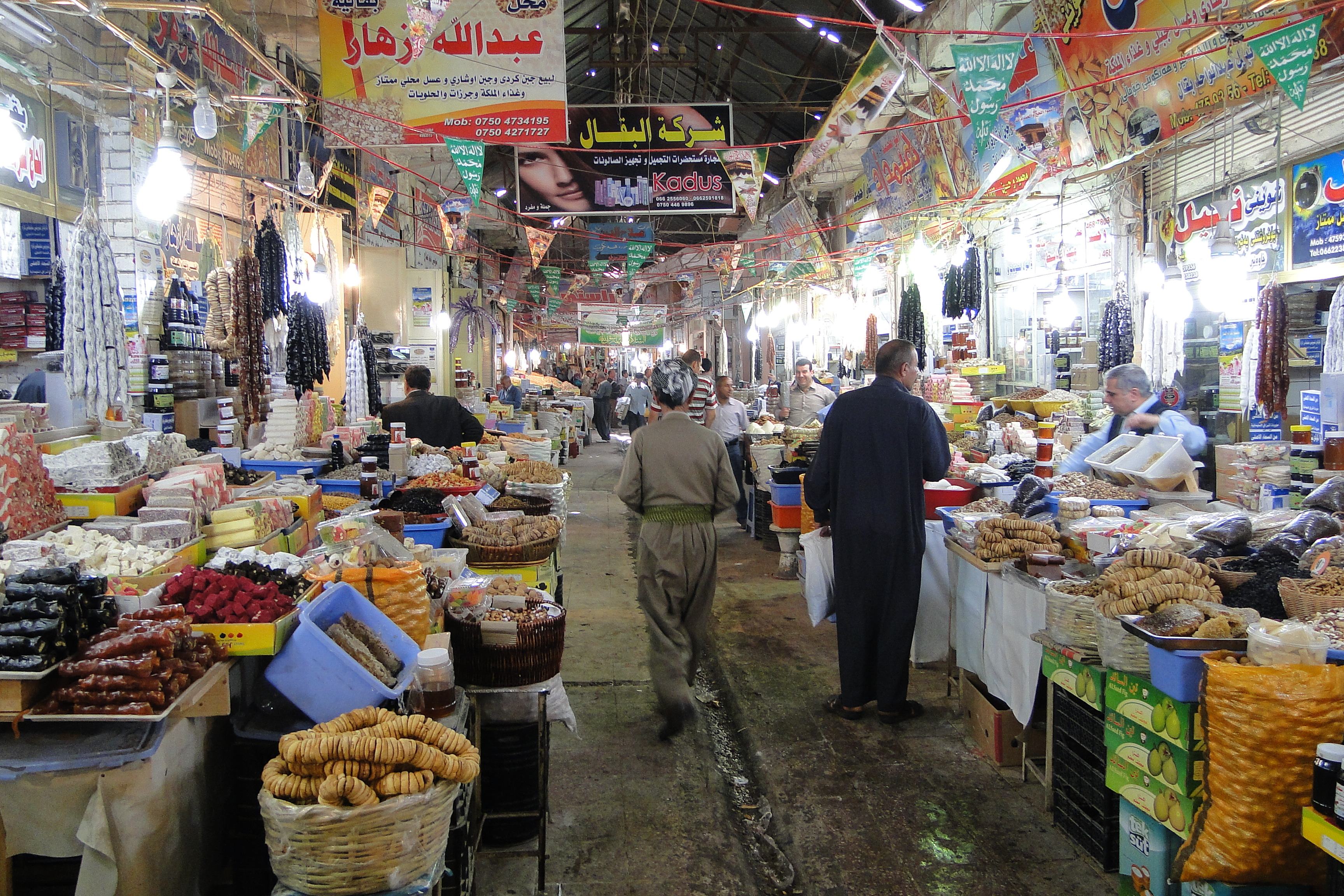
Qaysaribazaar
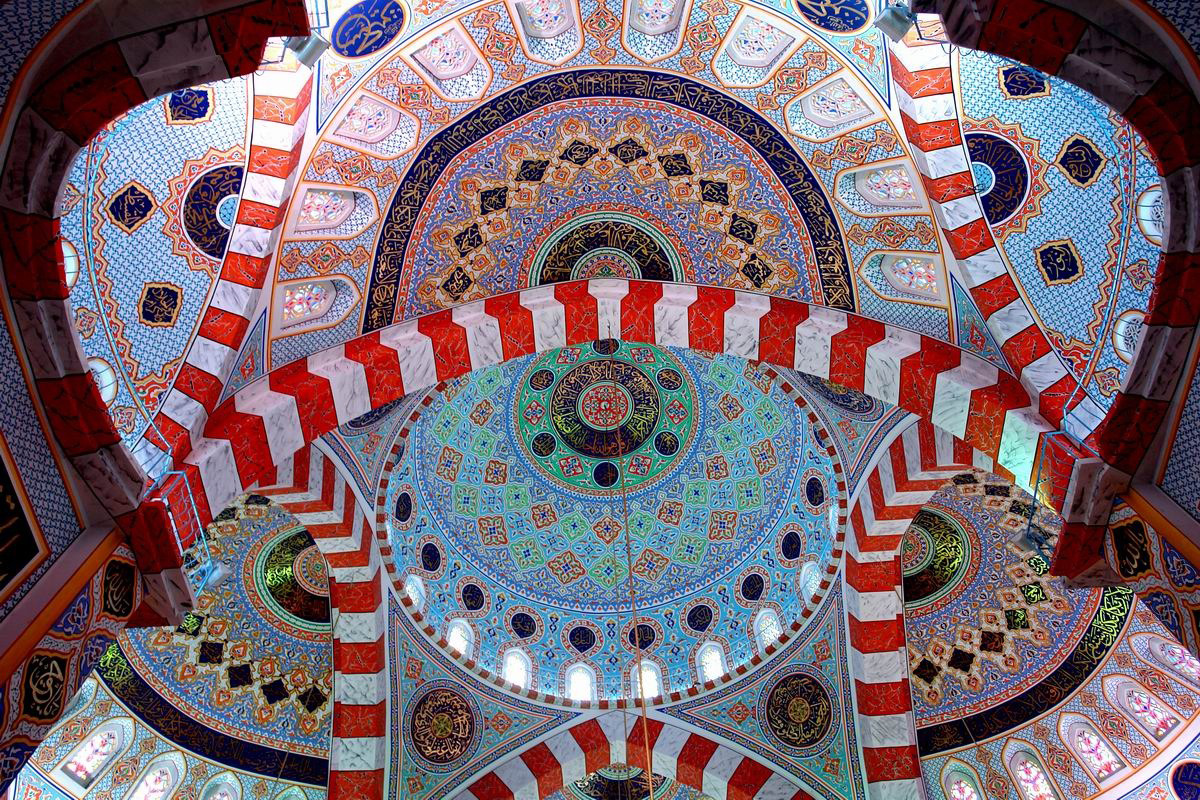
Interieur van de Grote Moskee van Erbil
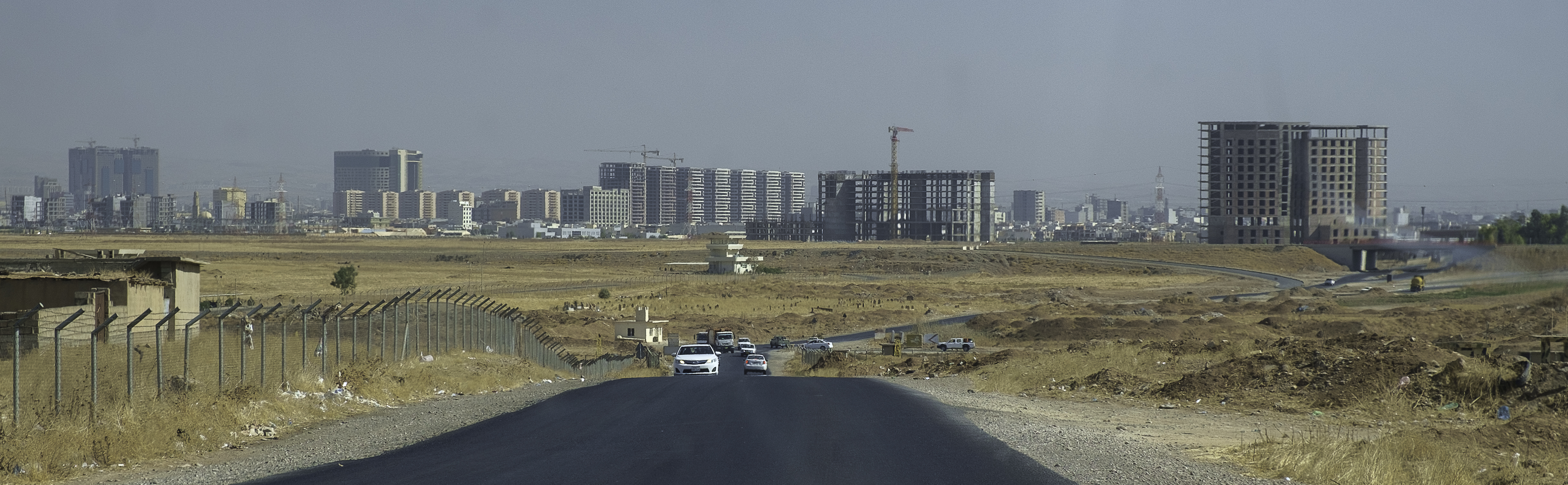
Bouwprojecten rond Erbil

Bagdad · Basra · Erbil · Karbala · Kirkuk · Mosoel · Najaf · Suleimaniya